# Berlin (chanson)
Pour les articles homonymes, voir Berlin (homonymie).
Singles de Christophe Willem
Quelle chance/September
(2007) Plus que tout
(2009)
Pistes de Caféine
Sensitized La demande
Berlin est une chanson de 2009 interprétée par le chanteur français Christophe Willem. Elle est sortie le 6 avril 2009 et est le premier extrait de son deuxième album, Caféine. Une version anglaise intitulée Lost in Berlin a été choisi comme premier extrait de son album anglophone, Heartbox.
De style électro-pop, la chanson a fait l'objet d'un clip. Elle existe aussi dans une alternative version disponible dans la version Deluxe de l'album Caféine.

## Autour du single
Les paroles de la chanson française ont été écrites par Skye, qui a participé auparavant à la première tournée Inventaire de Christophe Willem. Les paroles ont été adaptées en anglais par Virginie Clamens. La musique a été composée par Frédéric Lemercier, Jean-Pierre Pilot, Laurent Szuskin, Rodrigue Janois et William Rousseau.
Berlin a été enregistrée à Londres par William Rousseau, Jean-Pierre Pilot et Yves Jaget aux studios PABM et Yellow Sub, tandis que la chanson a été mixée par Jaget et masterisée par Antoine Chabert, dit Chab, au Translab, Paris.
Dans un entretien accordé au Parisien en mars 2009, le chanteur a avoué ne jamais avoir été à Berlin, mais que la capitale allemande lui inspire le « lâcher-prise, du plaisir qui est partout, où tout est permis ». Concernant le changement de son par rapport à ses titres précédents, il a aussi déclaré :

« [J]'ai envie d'emmener les gens vers autre chose. Le premier album était une façon de me présenter après avoir été très exposé à travers la « Nouvelle Star ». Là, je change de son. Je ne suis pas dans l'envie de plaire. »

Christophe Willem a enregistré une version anglaise intitulée Lost in Berlin, sélectionnée comme premier extrait de son album anglophone Heartbox.

## Clip
Le clip, réalisé par Philippe Gautier, présente une scène dans une église où un prêtre commence son sermon lors d'une messe. Tout à coup, l'atmosphère prend un tournant lorsque la porte s'ouvre, révélant l'entrée de Christophe Willem accompagné d'une femme et de trois enfants. Le prêtre offre la possibilité à quelqu'un de prendre la parole, et c'est Christophe Willem qui lève la main. Il se lève, se dirige vers le pupitre et commence à interpréter Berlin devant l'assemblé. Au fil du clip, les membres de l'audience semblent être transportés dans un état d'extase, culminant en une danse collective synchronisée qui évoque la célèbre chorégraphie de Thriller.
Cathy Sarrai, connue de l'émission Super Nanny, apparaît dans la vidéo et y joue la chef indignée de la chorale,.

## Réception
Selon Charts in France, Berlin a divisé, avec sa « boucle électro entêtante, production ambitieuse [et] rythme syncopé », indiquant que la chanson avait « pour certains un côté trop électro, sans véritable mélodie », tandis que pour d'autres, elle était « parfaitement calibré pour l'ex-"Nouvelle Star" ». 
Le site cosmopolitan.fr a parlé d'un « futur tube pop en puissance ».

## Performance dans les hit-parades
Berlin a connu moins de succès que les singles précédents du chanteur ,. La chanson n'a pas été commercialisée au format CD, mais été envoyée au radios  et était disponible en téléchargement, bien que quelques exemplaires promotionnels sur CD aient été distribués. Par conséquent, le titre ne s'est pas classé dans le Top 50 français, mais a atteint la cinquième place du classement digital français[réf. souhaitée]. À cause du peu de rotation à la radio de Berlin, le titre Plus que tout a été présenté comme deuxième extrait de Caféine seulement quelques semaines plus tard.
En Belgique francophone, Berlin est entré à la 37e place de l'Ultratop 40 dans la semaine du 30 mai 2009 avant de monter jusqu'à la 8e position la semaine suivante. La chanson a quitté le classement après douze semaines.
En Suisse, le titre s'est classé pendant cinq semaines, atteignant la 57e place en juin.

## Classements
| Pays                 | Charts              | Meilleure position |
| -------------------- | ------------------- | ------------------ |
| Belgique francophone | Ultratop 40         | 8                  |
| Suisse               | Schweizer Hitparade | 57                 |